# Крингу-Ноу
Крингу-Ноу (рум. Crângu Nou) — село у повіті Васлуй в Румунії. Входить до складу комуни Чокань.
Село розташоване на відстані 234 км на північний схід від Бухареста, 42 км на південь від Васлуя, 98 км на південь від Ясс, 100 км на північ від Галаца.

## Населення
За даними перепису населення 2002 року у селі проживали 273 особи, усі — румуни. Усі жителі села рідною мовою назвали румунську.